# Апостол Маргарит
Апостол Маргарит (на румънски и на арумънски: Apostol Mărgărit; на гръцки: Απόστολος Μαργαρίτης) е арумънски просветен деец, вдъхновител на румънската пропаганда в Македония.

## Биография
Маргарит е роден в голямото влашко пиндско село Авдела, тогава в Османската империя, днес в Гърция. В 1862 Маргарит става учител в костурското влашко село Клисура (Влахоклисура) и започва освен на гръцки да преподава и на влашки (арумънски) език. Жени се за клисурката Евантия. Принуден от патриаршеските власти да напусне училище Маргарит остава в Клисура и преподава частни уроци на арумънски. В 1868 година Маргарит отваря влашко училище в родното си село Авдела.
Заради дейността си Маргарит е обвиняван от гърците, че е австрийски или католически агент, а няколко пъти е посягано върху живота му – намушкан с нож в Солун, два пъти хвърлян във Вардар и ранен с изстрел в Охридско. В крайна сметка Маргарит е арестуван, но успява да избяга и се установява в Букурещ, където получава финансова подкрепа от властите.
След Руско-турската война от 1877 – 1878 година и обявяването на независимостта на Румъния, османското правителство го приема като училищен инспектор и така Маргарит основава много арумънски училища в империята.
На 3 април 1889 година Маргарит става член на Румънската академия.
Апостол Маргарит умира в 1903 година в Битоля, Османската империя, днес в Северна Македония.

## Трудове
- Réfutation d'une brochure grecque par un Valaque épirote (Отхвърлянане на една гръцка брошура от един епирски влах, 1878)
- Études historiques sur les Valaques du Pinde (Исторически етюди върху пиндските власи, 1881)
- Les Grecs, les Valaques, les Albanais et l'Empire turc par un Valaque du Pinde (Гърците, власите и албанците от един пиндски влах, 1886)
- La politique grecque en Turquie (Гръцката политика в Турция, 1890)
- Raport despre persecuţiile şcoalelor române în Macedonia din partea Grecilor (Доклад за преследването на румънските учители в Македония от страна на гърците, 1875)
- Memoriu privitor la şcoalele de peste Balcani (Спомени на един училищен инспектор на Балканите, 1887)